# Lont Visco

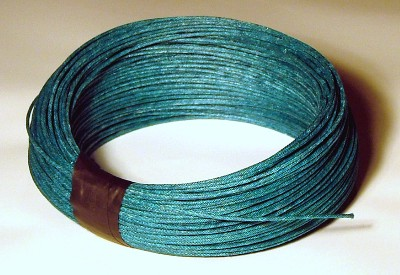
Lont typu Visco

Lont typu Visco jest obecnie jednym z najpowszechniej stosowanych lontów w pirotechnice amatorskiej i profesjonalnej. Ma zazwyczaj zielony kolor oraz różne grubości, w zależności od potrzeby. Najgrubsze lonty typu Visco mogą być używane w armatach.

## Budowa
Jest to sznur z rdzeniem z prochu czarnego. Ma trzy warstwy. Pierwszą warstwą jest cienki sznurek, obwiązany szczelnie naokoło rdzenia. Druga warstwa lontu także składa się z cienkiego sznurka, ale obwiązanego w drugą stronę, by zapobiec rozwijaniu się lontu. Trzecią warstwą jest niskoazotanowy lakier nitrocelulozowy. Wzmacnia on konstrukcję całego lontu oraz zapewnia ochronę przed wilgocią i pewną wodoszczelność.